# كيفن كروتز
كيفن كروتز (بالألمانية: Kevin Krawietz) من مواليد 24 يناير 1992 في كوبورغ، هو لاعب كرة مضرب ألماني بدأ مسيرته كمحترف سنة 2009م ميلادي حيث لعب كيفن باليد اليمنى،
وفي منافسات الفردي، وصل كرافيتس إلى أعلى تصنيفٍ له وهو رقم 211 عالميًا في ديسمبر 2018م في تصنيف رابطة محترفي كرة المضرب. ويمثل ألمانيا في كأس ديفيز منذ عام 2019م، كما شارك في دورة الألعاب الأولمبية 2020م في منافسات الزوجي للرجال والزوجي المختلط ودورة الألعاب الأولمبية 2024م في منافسات الزوجي للرجال.
حقق أعلى تصنيف له في الزوجي، وهو الخامس عالميًا، في 10 فبراير 2025م. فاز كراويتز بأحد عشر لقبًا في الزوجي ضمن جولة اتحاد لاعبي التنس المحترفين، بما في ذلك نهائيات اتحاد لاعبي التنس المحترفين لعام 2024م مع تيم بوتز، ليصبح أول ثنائي ألماني خالص يفوز باللقب. كما فاز مرتين ببطولة جراند سلام في بطولة فرنسا المفتوحة عامي 2019م و2020م مع أندرياس ميس.

## إنجازاته الرياضية

### 2009م–2017م: أول ظهور في رابطة لاعبي التنس المحترفين
شارك كرافيتس لأول مرةٍ في بطولة ألمانيا المفتوحة عام 2009م كلاعبٍ مشاركٍ ببطاقة دعوةٍ. خسر أمام يان هيرنيتش في الجولة الأولى بثلاث مجموعاتٍ. في عام 2010م، حصل كرافيتس على بطاقة دعوةٍ لبطولة بافاريا في ميونيخ، حيث خسر أمام توماس بيرديتش في الجولة الأولى بمجموعتين متتاليتين.
خلال عام 2017م، شارك كرافيتس بشكلٍ أساسيٍ في بطولات الاتحاد الدولي للتنس وجولة التحدي لرابطة محترفي التنس. وفي عام 2015م، فاز بأول لقبٍ له في منافسات التحدي للزوجي في بطولة التحدي المغربية في مكناس، بالشراكة مع ماكسيميليان مارتيرير.

### 2018م–2020م: ألقاب متتالية في بطولة فرنسا المفتوحة، المصنف السابع عالميًا
وصل كرافيتس إلى الدور الثالث في بطولة ويمبلدون 2018م في الزوجي مع شريكه أندرياس ميس كمتأهلٍ، حيث خسروا أمام البطلين مايك برايان وجاك سوك، على الرغم من حصولهما على نقطتي مباراة.
فاز كرافيتس بأول لقبٍ له في الزوجي في جولة اتحاد لاعبي التنس المحترفين في بطولة نيويورك المفتوحة 2019م، مرةً أخرى مع ميس. ثم فاز هو وميس بلقب الزوجي في بطولة فرنسا المفتوحة 2019م كلاعبين غير مصنفين، حيث هزموا الثنائي الفرنسي جيريمي شاردي وفابريس مارتن في النهائي. جعلهم هذا الفوز أول فريقٍ ألمانيٍ خالصٍ في عصر البطولات المفتوحة يفوز بلقب جراند سلام، والأول منذ غوتفريد فون كرام وهينر هنكل في عام 1937م.
فاز بأول مباراةٍ فرديةٍ له في القرعة الرئيسية في جولة اتحاد لاعبي التنس المحترفين كمتأهل في بطولة أنطاليا المفتوحة، حيث هزم اللاعب المشارك ببطاقة دعوة جيم إلكيل في الجولة الأولى. في بطولة أمريكا المفتوحة 2019م، وصل هو وميس إلى نصف النهائي. فازوا بلقبهم الثالث في بطولة أوروبا المفتوحة 2019م في أنتويرب.
في عام 2020م، دافع كراويتز وميس بنجاحٍ عن لقب بطولة فرنسا المفتوحة، حيث هزموا ماتي بافيتش وبرونو سواريس بمجموعتين متتاليتين في النهائي. بعد فوزهما باللقب مرتين، لم يخسرا أي مباراةٍ في بطولة فرنسا المفتوحة كزوجي حتى الآن.

### 2021م–2022م: أربعة ألقاب في الزوجي، وتغييرات في الشراكة
في عام 2021م، فاز كراويتز بلقبه الخامس في الزوجي في بطولة بافاريا في ميونيخ، بالشراكة مع ويسلي كولهوف. وفي بطولة فرنسا المفتوحة، تعاون مع هوريا تيكاو. وبصفته بطلًا مرتين، مدد مسيرته الخالية من الهزائم إلى 15 فوزًا قبل أن يتعرض أخيرًا لأول هزيمة له في بطولة فرنسا المفتوحة في ربع النهائي. فاز هو وتيكاو ببطولة هاله المفتوحة لعام 2021م، والتي كانت أول لقبٍ له في بطولة من فئة 500 نقطة، وأول لقب له على الملاعب العشبية.
في بطولة برشلونة المفتوحة لعام 2022م، فاز كراويتز باللقب، وانضم إلى ميس. وفي غضون أسبوعٍ، فازا أيضًا باللقب على أرضهما في ميونيخ.

### 2023م: شراكة جديدة مع بوتز، نصف نهائي ويمبلدون
في مارس، وبالشراكة مع فابريس مارتن، وصل إلى نصف نهائي بطولة ميامي المفتوحة.
وصل إلى نصف نهائي بطولة مونت كارلو ماسترز عام 2023م، وللمرة الرابعة إلى ربع نهائي بطولة فرنسا المفتوحة عام 2023م مع شريكه الجديد تيم بوتز، بفوزه على رومان أرنيودو وسام فايسبورن، ثأرًا لخسارتهما أمام نفس الثنائي في مونت كارلو قبل ستة أسابيع. خسروا أمام البطلين إيفان دوديج وأوستن كرايتشيك في ثلاث مجموعات.
وصل إلى نصف النهائي لأول مرة في بطولة ويمبلدون مع بوتز. وفي الشهر نفسه، فازا بأول لقب لهما معًا في بطولة هامبورغ الأوروبية المفتوحة.

### 2024م: نهائي بطولة أمريكا المفتوحة وبطل نهائيات اتحاد لاعبي التنس المحترفين
في بطولة أستراليا المفتوحة، وصل إلى ربع النهائي لأول مرةٍ في هذه البطولة مع بوتز. كما وصل الثنائي إلى نصف النهائي في بطولة إنديان ويلز المفتوحة حيث خسرا أمام الثنائي غير المصنف والبطل في النهاية ويسلي كولهوف/نيكولا ميكتيتش. وفي بطولة ميامي المفتوحة، خسرا أيضًا في نصف النهائي أمام المصنفين الثانيين أوستن كرايتشك/إيفان دوديج. بعد ذلك، وصلا إلى ربع النهائي في بطولة مونتي كارلو ماسترز حيث خسرا مرةً أخرى أمام البطلين غير المصنفين يوران فليجن وساندر جيلي.
وصل إلى ثالث نهائي كبيرٍ له مع بوتز في بطولة الولايات المتحدة المفتوحة حيث هزم المصنفين الخامس أندريا فافاسوري وسيمون بوليلي، والمصنفين السادس عشر ماكسيمو غونزاليس وأندريس مولتيني، والمصنفين الرابع مارسيلو أريفالو ومات بافيتش في نصف النهائي. في نهائيات اتحاد لاعبي التنس المحترفين لعام 2024م، وصل بوتز إلى نصف النهائي بفوزه على سيموني بوليلي وأندريا فافاسوري. وأصبحا أول ثنائي ألماني خالص يصل إلى نصف النهائي ثم إلى النهائي في تاريخ نهائيات اتحاد لاعبي التنس المحترفين. كما أصبحا أول مصنفين ثامنين يصلان إلى نهائي الزوجي، والذي فازا به بمجموعتين متتاليتين ضد مارسيلو أريفالو ومات بافيتش.

### 2025م: نهائي أديلايد وميونيخ، المصنف الخامس عالميًا
وصل كراويتز وبوتز إلى المباراة النهائية في بطولة أديلايد الدولية، وخسرا أمام سيموني بوليلي وأندريا فافاسوري في مباراة حاسمة بين البطلين.

## وصلات خارجية
- كيفن كروتز على موقع رابطة محترفي التنس (الإنجليزية)
- كيفن كروتز على موقع الاتحاد الدولي لكرة المضرب (الإنجليزية)
- كيفن كروتز على موقع كأس ديفيز (الإنجليزية)
- كيفن كروتز على موقع خلاصة التنس.كوم (الإنجليزية)
- كيفن كروتز على موقع إي إس بي إن.كوم (الإنجليزية)
- كيفن كروتز على موقع اللجنة الأولمبية الدولية (الإنجليزية)
- كيفن كروتز على موقع أوليمبيديا (الإنجليزية)
- كيفن كروتز على موقع اللجنة الأولمبية الألمانية (الألمانية)
- الموقع الرسمي